# Ausfallgetreide

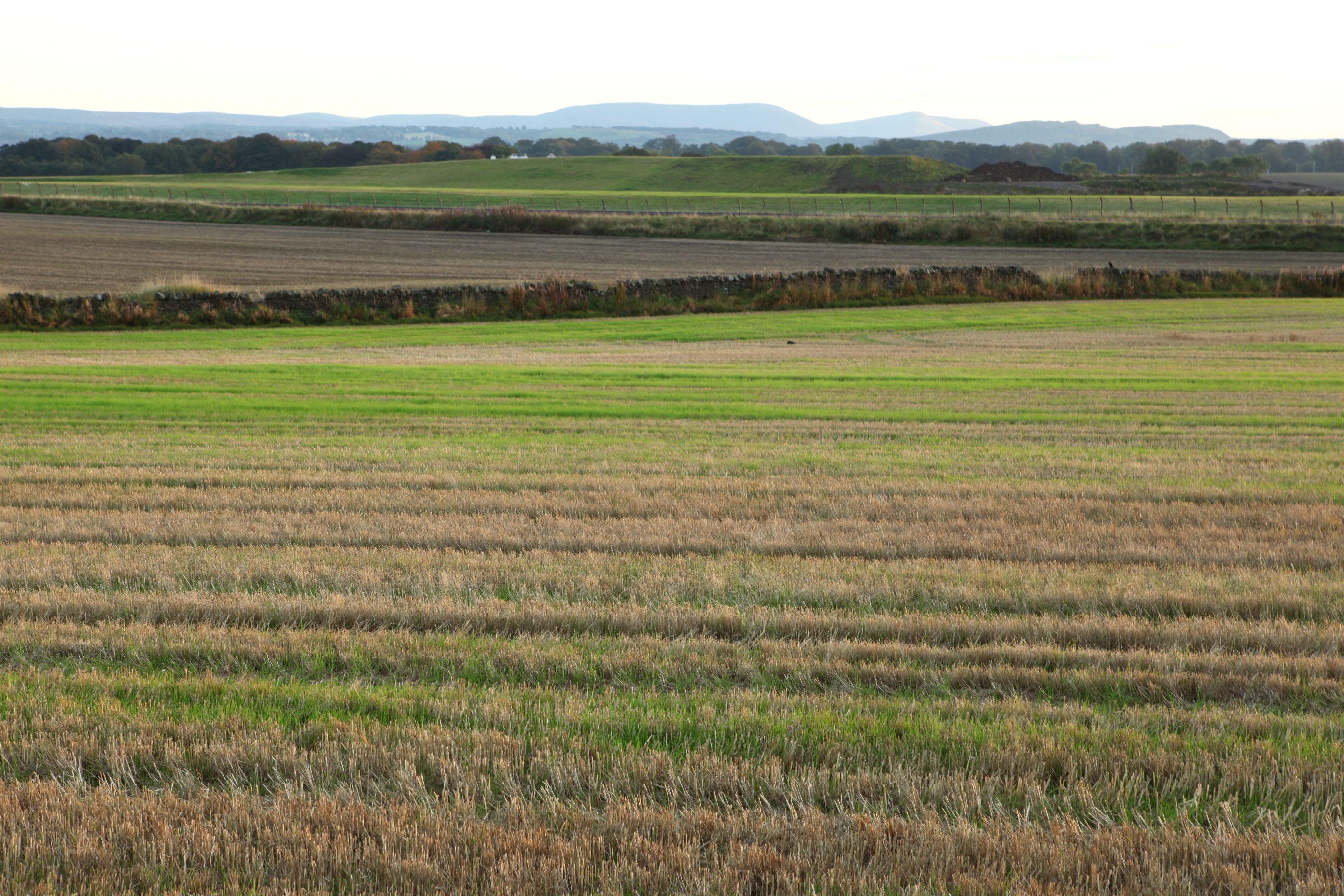
Ausfallgetreide in einem Stoppelfeld

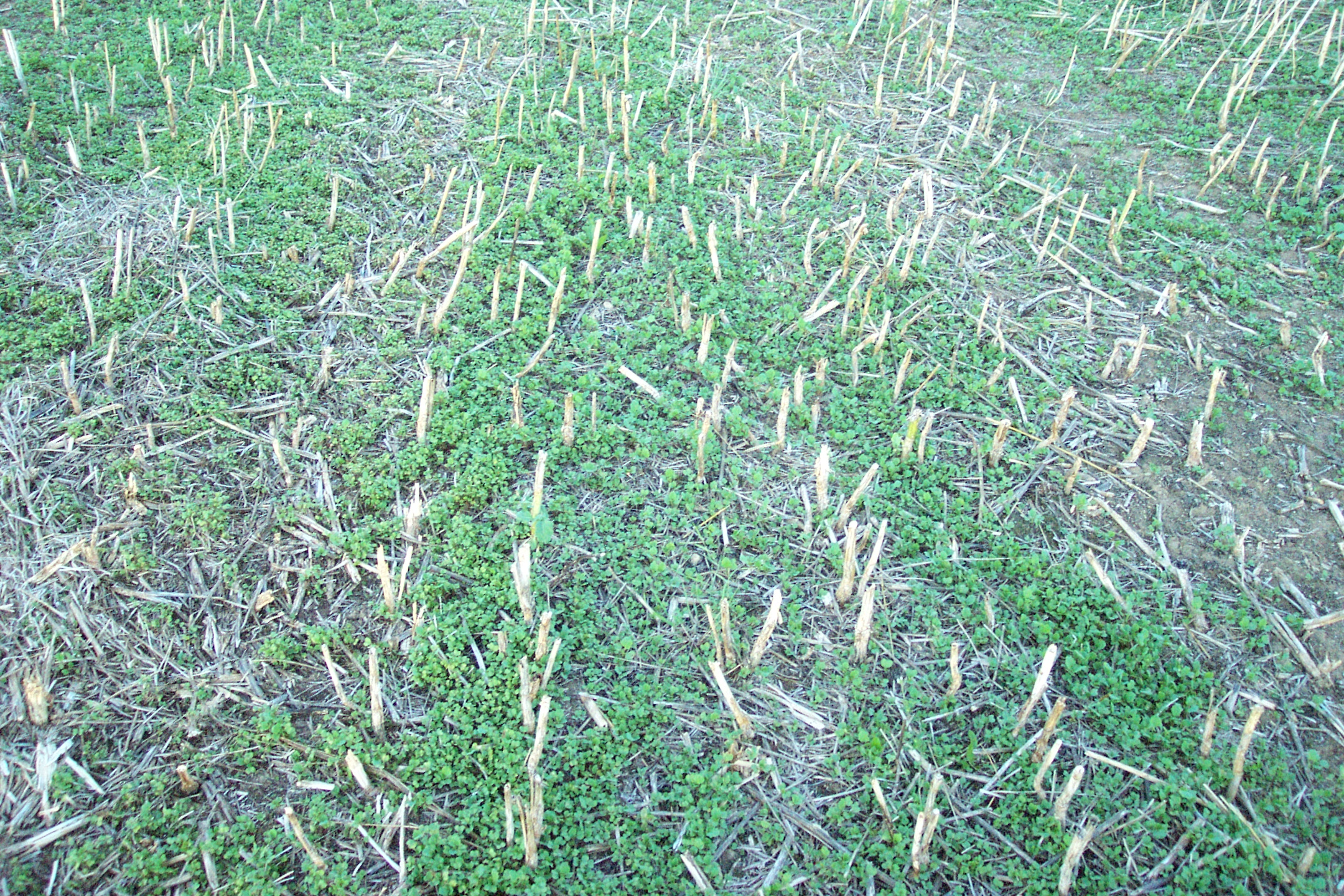
Ausfallraps

Als Ausfallgetreide bezeichnet man den Teil der Körner aus Halmfrüchten, welche nicht geerntet werden sowie wieder auf demselben Acker keimen. Bei Rapskörnern spricht man von Ausfallraps.

## Ursachen & Einordnung
Neben einzelnen Verlusten vor der Ernte kommt es vor allem bei der Ernte mit Mähdreschern zu weitgehend unvermeidbaren Körnerverlusten von rund 1 % der Erntemenge. 1 % der Erntemenge von 10 Tonnen je Hektar entspricht einem Verlust von 100 Kilo je Hektar Weizen und somit der halben Saatstärke. Bei Raps ist das Verhältnis dramatischer. Bei einer Ernte von 5 t je Hektar entspricht 1 % Verlust 50 Kilo und somit der 10 bis 20fachen ursprünglichen Saatstärke.

## Negative Folgen
Das keimende Ausfallgetreide hat mehrere Nachteile, welche teils zu erhöhtem Pflanzenschutzeinsatz oder zu geringeren Erntemengen bei gleichem Aufwand von Flächeneinsatz oder Energie führen.

### Grüne Brücke
Ausfallgetreide bietet virusübertragenden Blattläusen Überlebensmöglichkeiten. Diese befallen anschließend im Herbst die folgende Wintergerste und übertragen dabei den Gelbverzwergungsvirus.

### Konkurrenzsituation
Gerade nachfolgender Raps hat Probleme mit dem knappen Wasser im Keimhorizont. Auch für einen geschlossenen Bestand sollte frühzeitig das Ausfallgetreide bekämpft werden. Ansonsten würde auf diesen Stellen im Acker nachfolgend anderes Unkraut auflaufen.

## Reduzierung

### Schnittverluste
Wichtig ist es im Voraus der Ernte Schnittverluste durch Lagergetreide zu vermeiden. Mähdrescher sind technisch nur in der Lage Pflanzen zu erfassen die etwa 5 cm über dem Boden sind. Einflussfaktoren sind angepasste Düngung, Halmstabilisierung durch Pflanzenschutzmittel, Sortenwahl und natürlich das nicht beeinflussbare Wetter.

### Erntezeitpunkt
Den Erntezeitpunkt gut zu treffen ist ebenfalls ein wichtiger Faktor, also einen Kompromiss aus der Restfeuchte und den Verlusten durch Ausfall der Körner aus der Ähre zu finden.

### Mähdreschereinstellung
Der Mähdrescher muss so eingestellt werden, dass einerseits Flächenleistung erhalten bleibt, andererseits wenig Restkörner mit dem Stroh oder Luftstrom verloren gehen.

## Bekämpfung
Zunächst gibt es einzelne energieintensive Techniken, um Ausfallkörner aus dem Abluftstrom des Mähdreschers zu zermahlen, so dass diese nicht mehr keimen können.
Man kann mit einem Grubber das aufgelaufene Getreide vergraben beziehungsweise zum Austrocknen bringen. Zudem bleibt die Bekämpfung mit Totalherbiziden wie Glyphosat, um mit geringem Energieeinsatz neben Ausfallgetreide auch Unkräuter wie Quecke zu bekämpfen.
Um ein sauberes Saatbett für die Folgekultur zu erzeugen, eignet sich ebenfalls ein energieintensiver Pflugeinsatz, welcher allerdings ebenso wie vermehrte Grubberbearbeitungen in der Kritik wegen Bodenerosion steht.